# Rață lingurar

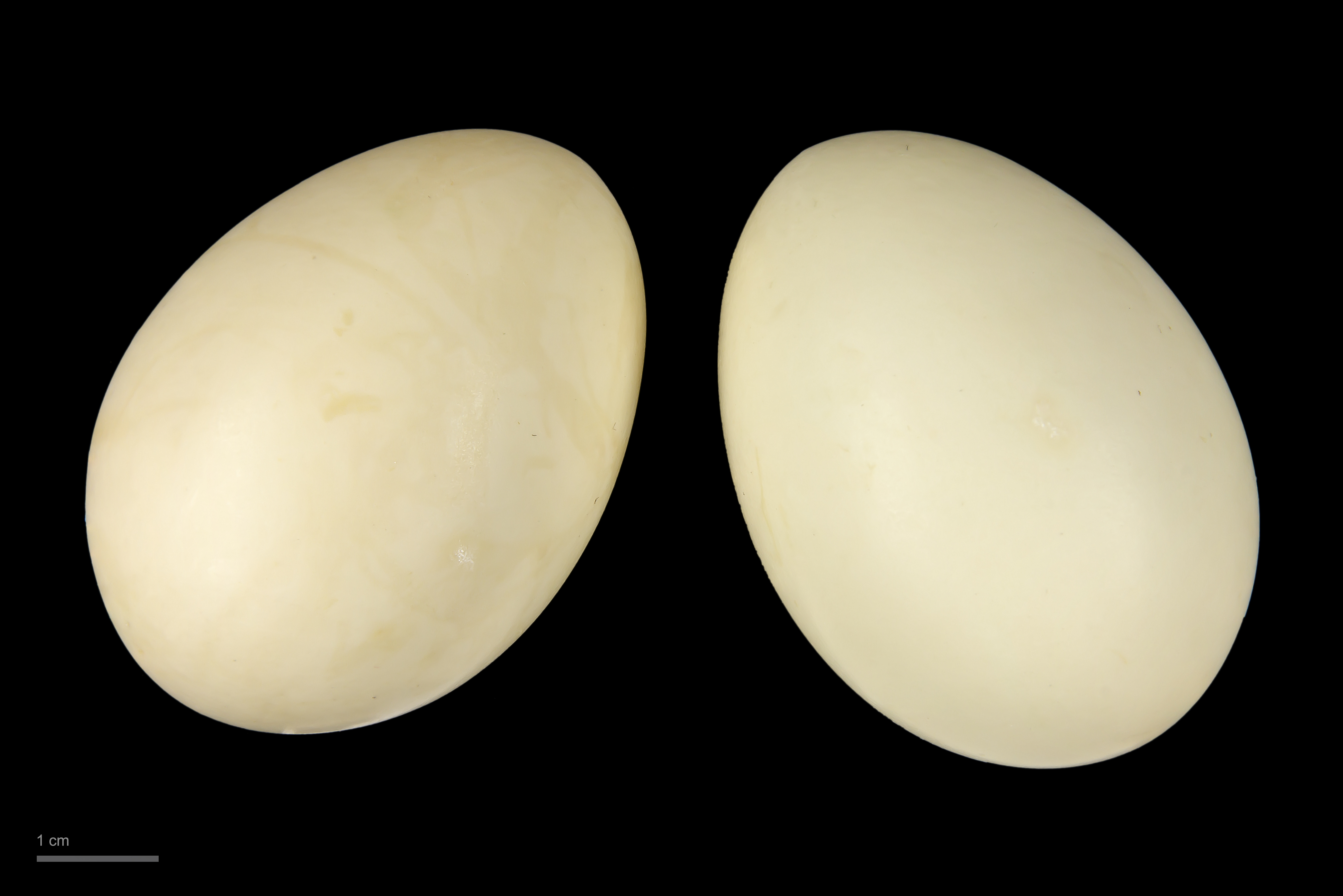
Spatula clypeata - MHNT

Rața lingurar (Anas clypeata) este o specie de rață anseriformă din genul Anas. Poate atinge 50 de cm lungime, cu o anvergură a aripilor de 70-85 și o greutate de 0,5 - 1 kg.  Clocește în Eurasia și America de Nord și este o pasăre migratoare. În România este oaspete de iarnă. 